# Sky on Fire
Sky on Fire, é um filme suspense de 2016 de gênero  ação, dirigido por Ringo Lam e estrelado por Daniel Wu, Zhang Ruoyun, Zhang Jingchu, Joseph Chang e Amber Kuo. Foi lançado na China pela Tianjin Maoyan Media, em 25 de novembro de 2016. 

## Elenco
- Daniel Wu[2]
- Zhang Ruoyun[2]
- Zhang Jingchu[2]
- Joseph Chang[2]
- Amber Kuo[2]
- Fan Guang-yao[2]
- Wayne Lai[2]
- Philip Keung[2]
- Cheung Siu-fai[2]
- Ying Batu[2]

## Orçamento
O filme foi orçado em 31 milhões de dólares